# Garrulax
Genre
Le genre Garrulax comprend des espèces de garrulaxes ou grives bruyantes, passereaux de la famille des Leiothrichidae.

## Description
Les espèces de Garrulax sont fortement commercialisées comme oiseaux chanteurs. Une enquête sur huit marchés d'oiseaux en Indonésie, réalisée en 2014-2015, a trouvé 615 Garrulaxes de neuf espèces ouvertement à vendre. Le Garrulaxe bicolore, par exemple, est en grave déclin en raison du commerce illégal continu et incontrôlé sur les marchés d'oiseaux des îles de Java et de Sumatra, et se retrouve de plus en plus dans le commerce international, bien qu'en plus faible quantité.

## Taxonomie
Le genre Garrulax a été érigé par le naturaliste français René Lesson en 1831. L'espèce type a été désignée en 1961 comme le Garrulaxe à front roux (Garrulax rufifrons).
Le genre comprenait auparavant plus d'espèces. À la suite de la publication d'une étude phylogénétique moléculaire complète en 2018, le genre Garrulax a été scindé et de nombreuses espèces ont été déplacées vers les genres ressuscités Ianthocincla et Pterorhinus,.

### Liste des espèces
D'après la classification de référence (version 13.1, 2023) du Congrès ornithologique international (ordre phylogénique) :
- Garrulax annamensis – Garrulaxe du Langbian
- Garrulax bicolor – Garrulaxe bicolore
- Garrulax canorus – Garrulaxe hoamy
- Garrulax castanotis – Garrulaxe de Hainan
- Garrulax ferrarius – Garrulaxe du Cambodge
- Garrulax leucolophus – Garrulaxe à huppe blanche
- Garrulax maesi – Garrulaxe de Maës
- Garrulax merulinus – Garrulaxe à poitrine tachetée
- Garrulax milleti – Garrulaxe de Millet
- Garrulax monileger – Garrulaxe à collier
- Garrulax palliatus – Garrulaxe mantelé
- Garrulax rufifrons – Garrulaxe à front roux
- Garrulax strepitans – Garrulaxe bruyant
- Garrulax taewanus – Garrulaxe de Taïwan

### Liste des anciennes espèces
La dernière classification de référence (version 13.1, 2023) du Congrès ornithologique international a sorti des espèces de ce genre Garrulax. Elles portent maintenant un autre nom :
- Garrulax lugubris (Garrulaxe noir) est devenue l'espèce Melanocichla lugubris
- Garrulax calvus – Garrulaxe chauve est devenue l'espèce Melanocichla calva.
- Garrulax striatus (Garrulaxe strié) est devenue l'espèce Grammatoptila striata (Grammatoptile strié).
- Garrulax ruficollis (Garrulaxe à col roux) est devenue l'espèce Pterorhinus ruficollis en gardant son nom vernaculaire.